# Passatge Franquet (Tortosa)

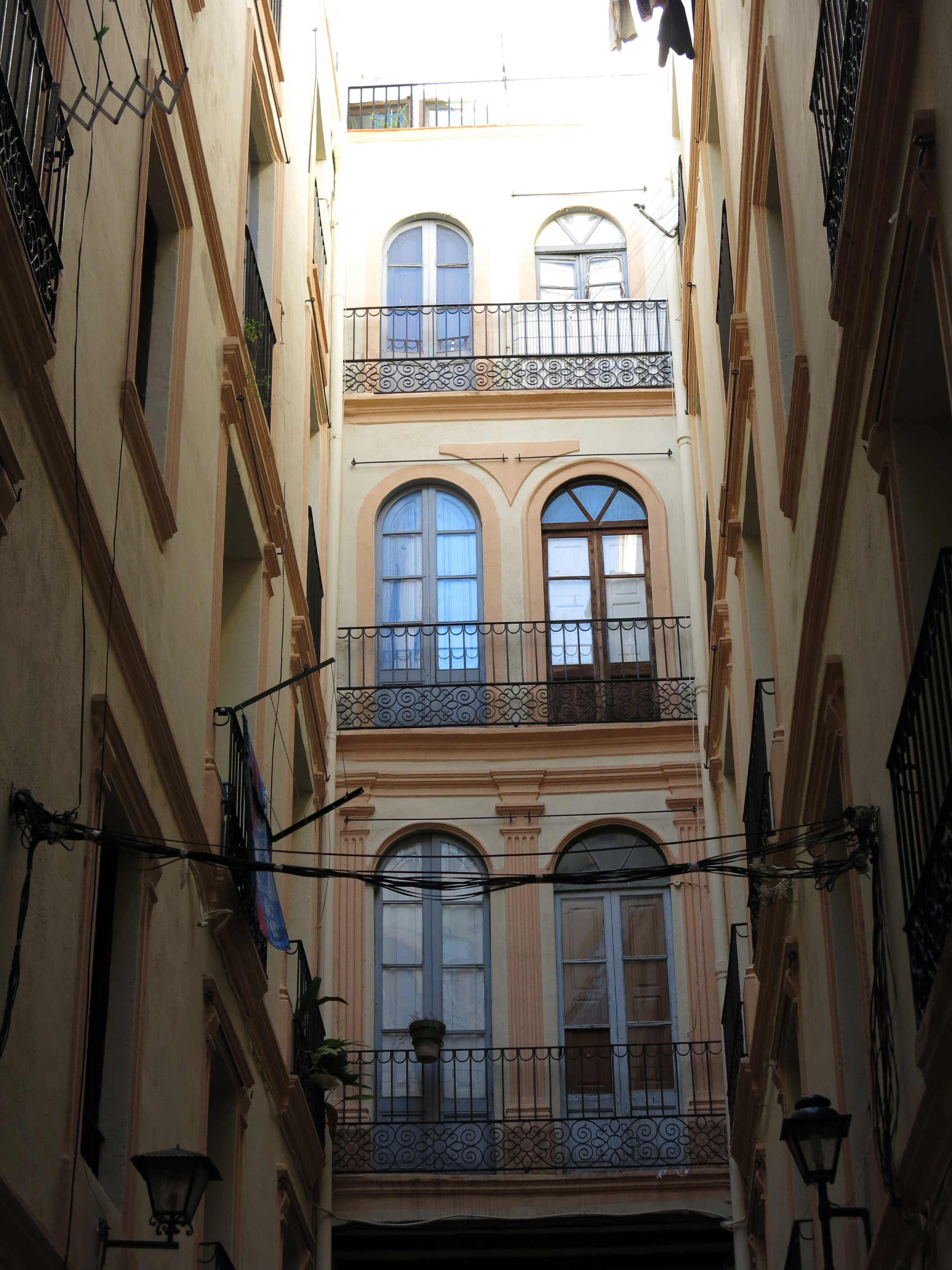
El interior del pasaje, desde la calle Ciutat

El passatge Franquet es un conjunto de viviendas de Tortosa (Baix Ebre) que, junto con el pasaje que los atraviesa, están protegidos como bien cultural de interés local .

## Descripción
El conjunto consta de un bloque de viviendas construido entre medianeras que es cruzado por un pasaje central que racionaliza el acceso y las salidas al exterior, y que comunica la calle de la Ciutat con la de los Cambios. El pasaje, al que dan todas las ventanas de las casas, funciona como patio de luces; en la mitad del pasadizo se encuentran dos escaleras por las que se accede a las viviendas. La fachada de ambas calles es idéntica. 
El inmueble consta de planta baja, entresuelo y cuatro pisos. En la planta, tanto en la fachada como en el pasaje, hay puertas grandes que pertenecían a comercios u otros negocios. El acceso al pasaje es una portalada de medio punto con reja de hierro trabajada con motivos florales y formas balaustradas . En todos los pisos se combinan balcones y ventanas, de arco de medio punto en el centro y adinteladas en los extremos. Son remarcadas en el encuadre de sus montantes con pilastras adosadas de fuste estriado y capitel clásico. En el interior, el enlucido está encalado en todos los pisos. Los motivos ornamentales son muy poco frecuentes: motivos geométricos muy sencillos, y entre los canecillos que sostienen el alero superior, aparecen formas florales. 